# Liste der Nummer-eins-Hits in Finnland (1983)
Dies ist eine Liste der Nummer-eins-Hits in Finnland im Jahr 1983. Sie basiert auf den offiziellen Single Top und den Album Top, die im Auftrag von Musiikkituottajat, der finnischen Landesgruppe der IFPI, erstellt werden.

## Singles
| | Liste der Nummer-eins-Hits in Finnland | Liste der Nummer-eins-Hits in Finnland | Liste der Nummer-eins-Hits in Finnland                                                                | 1984 →                    |
| \| Zeitraum \| Wo. ges. \| Interpret \| Titel Autor(en) \| Zusätzliche Informationen \| \| (Zeitraum, Wochen auf Platz eins, Interpret, Titel, Autor[en], zusätzliche Informationen) \| \| \| \| \| \| ----------------------------------------------------------------------------------------- \| -------- \| ------------ \| ----------------------------------------------------------------------------------------------------- \| ------------------------- \| \| Januar 1983 1 Monat \| 1 \| Taco \| Puttin’ on the Ritz Irving Berlin \| – \| \| Februar 1982 1 Monat \| 1 \| F. R. David \| Words Musik: Robert Fitoussi; Text: Louis S. Yaguda, Martin J. Kupersmith \| – \| \| März 1983 1 Monat \| 1 \| Kajagoogoo \| Too Shy Steven George Askew, Nicholas Beggs, Stuart Croxford Neale, Jeremy Strode, Christopher Hamill \| – \| \| April 1983 – Juni 1983 3 Monate \| 3 \| David Bowie \| Let’s Dance Johnny D. Rodriguez, David Bowie, Kirk Khaleel, Bryce P. Wilson \| – \| \| Juli 1983 – August 1983 2 Monate \| 2 \| Toto Cutugno \| L’italiano Salvatore Cutugno, Text: Cristiano Minellono \| – \| \| September 1983 – Oktober 1983 2 Monate \| 2 \| Riki Sorsa \| Muuttohaukka Salvatore Cutugno \| – \| \| November 1983 1 Monat \| 1 \| Duran Duran \| Union of the Snake Simon Le Bon, John Taylor, Roger Taylor, Andy Taylor, Nick Rhodes \| – \| \| Dezember 1983 1 Monat \| 1 \| Jonna \| Minttu sekä Ville \| – \| |                                        |                                        | |                           |
| |                                        |                                        | | → 1984 →                  |
| Zeitraum | Wo. ges.                               | Interpret                              | Titel Autor(en)                                                                                       | Zusätzliche Informationen |
| (Zeitraum, Wochen auf Platz eins, Interpret, Titel, Autor[en], zusätzliche Informationen) |                                        |                                        | |                           |
| Januar 1983 1 Monat | 1                                      | Taco                                   | Puttin’ on the Ritz Irving Berlin                                                                     | –                         |
| Februar 1982 1 Monat | 1                                      | F. R. David                            | Words Musik: Robert Fitoussi; Text: Louis S. Yaguda, Martin J. Kupersmith                             | –                         |
| März 1983 1 Monat | 1                                      | Kajagoogoo                             | Too Shy Steven George Askew, Nicholas Beggs, Stuart Croxford Neale, Jeremy Strode, Christopher Hamill | –                         |
| April 1983 – Juni 1983 3 Monate | 3                                      | David Bowie                            | Let’s Dance Johnny D. Rodriguez, David Bowie, Kirk Khaleel, Bryce P. Wilson                           | –                         |
| Juli 1983 – August 1983 2 Monate | 2                                      | Toto Cutugno                           | L’italiano Salvatore Cutugno, Text: Cristiano Minellono                                               | –                         |
| September 1983 – Oktober 1983 2 Monate | 2                                      | Riki Sorsa                             | Muuttohaukka Salvatore Cutugno                                                                        | –                         |
| November 1983 1 Monat | 1                                      | Duran Duran                            | Union of the Snake Simon Le Bon, John Taylor, Roger Taylor, Andy Taylor, Nick Rhodes                  | –                         |
| Dezember 1983 1 Monat | 1                                      | Jonna                                  | Minttu sekä Ville                                                                                     | –                         |

## Alben
| | Liste der Nummer-eins-Hits in Finnland | Liste der Nummer-eins-Hits in Finnland | Liste der Nummer-eins-Hits in Finnland | 1984 →                    |
| \| Zeitraum \| Wo. ges. \| Interpret \| Titel \| Zusätzliche Informationen \| \| (Zeitraum, Wochen auf Platz eins, Interpret, Titel, zusätzliche Informationen) \| \| \| \| \| \| ------------------------------------------------------------------------------ \| -------- \| -------------------------- \| -------------------- \| ------------------------- \| \| Januar 1983 1 Monat \| 1 \| Julio Iglesias \| Momentos \| – \| \| Februar 1983 1 Monat \| 1 \| (Verschiedene Interpreten) \| Neonlights \| – \| \| März 1983 1 Monat \| 1 \| The Kids from Fame \| The Kids from "Fame" \| – \| \| April 1983 – Juli 1983 4 Monate \| 4 \| David Bowie \| Let’s Dance \| – \| \| August 1983 – September 1983 2 Monate \| 2 \| (Soundtrack) \| Flashdance \| – \| \| Oktober 1983 1 Monat \| 1 \| (Verschiedene Interpreten) \| Midnight \| – \| \| November 1983 1 Monat \| 1 \| Yö \| Varietee \| – \| \| Dezember 1983 1 Monat \| 1 \| (Verschiedene Interpreten) \| Atsipoppaa \| – \| |                                        |                                        |                                        |                           |
| |                                        |                                        |                                        | → 1984 →                  |
| Zeitraum | Wo. ges.                               | Interpret                              | Titel                                  | Zusätzliche Informationen |
| (Zeitraum, Wochen auf Platz eins, Interpret, Titel, zusätzliche Informationen) |                                        |                                        |                                        |                           |
| Januar 1983 1 Monat | 1                                      | Julio Iglesias                         | Momentos                               | –                         |
| Februar 1983 1 Monat | 1                                      | (Verschiedene Interpreten)             | Neonlights                             | –                         |
| März 1983 1 Monat | 1                                      | The Kids from Fame                     | The Kids from "Fame"                   | –                         |
| April 1983 – Juli 1983 4 Monate | 4                                      | David Bowie                            | Let’s Dance                            | –                         |
| August 1983 – September 1983 2 Monate | 2                                      | (Soundtrack)                           | Flashdance                             | –                         |
| Oktober 1983 1 Monat | 1                                      | (Verschiedene Interpreten)             | Midnight                               | –                         |
| November 1983 1 Monat | 1                                      | Yö                                     | Varietee                               | –                         |
| Dezember 1983 1 Monat | 1                                      | (Verschiedene Interpreten)             | Atsipoppaa                             | –                         |

Siehe auch: Nummer-eins-Hits 1983 in  Australien, Belgien, Deutschland, Frankreich, Irland, Italien, Japan, Kanada, Neuseeland, den Niederlanden, Norwegen, Österreich, Schweden, der Schweiz, Spanien, den Vereinigten Staaten und im Vereinigten Königreich.